# Andrzej Krauze
Andrzej Krauze (ur. 1947 w Dawidach Bankowych) – polski grafik, rysownik i plakacista.

## Życiorys
Znany głównie z rysunków satyrycznych. W swoim dorobku ma wiele plakatów filmowych i teatralnych oraz ilustracji do książek. Jest również autorem kilku książek dla dzieci. Brat reżysera Antoniego Krauzego.
Jeszcze przed studiami publikował swoje rysunki m.in. w miesięczniku „Wiedza i Życie”, gdzie debiutował w 1965 roku. W 1966 rozpoczął studia na warszawskiej Akademii Sztuk Pięknych. Uczył się najpierw na Wydziale Malarstwa, potem wybrał specjalność projektowanie graficzne, które studiował pod kierunkiem Henryka Tomaszewskiego. Od 1970 współpracował ze „Szpilkami”, a w latach 1974–1981 felietony rysunkowe Andrzeja Krauzego ukazywały się na łamach „Kultury”. Zamieszczał swoje rysunki również w „Tygodniku Solidarność” i wydawnictwach podziemnych. Ilustrował książki drukowane w drugim obiegu (m.in. „Folwark zwierzęcy” Orwella). W 1979 roku wyjechał z Polski do Wielkiej Brytanii. Od 2000 roku współpracuje z „Rzeczpospolitą”. Publikował również w brytyjskich mediach, jak „The Times”, „Observerze”, „The Sunday Telegraph” czy „The Guardian”. Od 2013 roku jest współpracownikiem czasopisma „W sieci”, równocześnie współpracuje z pismem „Do Rzeczy”.

## Wybrane publikacje
- Christopher crocodile cooks a meal. New York: Macmillan, 1985. ISBN 0-02-750980-X. Brak numerów stron w książce
- Reggio rabbit plants a garden. New York: Macmillan, 1985. ISBN 0-02-750980-X. Brak numerów stron w książce
- Gdy rozum śpi... : rysunki Andrzeja Krauzego 1970–1989. Warszawa: Instytut Pamięci Narodowej, 2010. ISBN 978-83-7629-129-1. Brak numerów stron w książce
- III wieża Babel w budowie. Warszawa: Zysk i S-ka, 2011. ISBN 978-83-7506-922-8. Brak numerów stron w książce

## Filmografia
- 1971 – Wojciech Zamecznik – współpraca
- 1971 – Jeśli ujrzysz kota fruwającego po niebie... – scenariusz
- 1973 – Lekcja fruwania – realizacja, scenariusz
- 1976 – Brygada majstra Mortala – scenografia

## Odznaczenia i wyróżnienia
- Wielokrotny laureat Złotej, Srebrnej i Brązowej Szpilki[5]
- Nagroda im. Prezydenta Lecha Kaczyńskiego (2017, ponadto wyróżniony Antoni Krauze)[6]
- Złoty Medal „Zasłużony Kulturze Gloria Artis” (2017)[7]
- Medal „10 lat Instytutu Pamięci Narodowej”[8].